# Locales en San Carlos

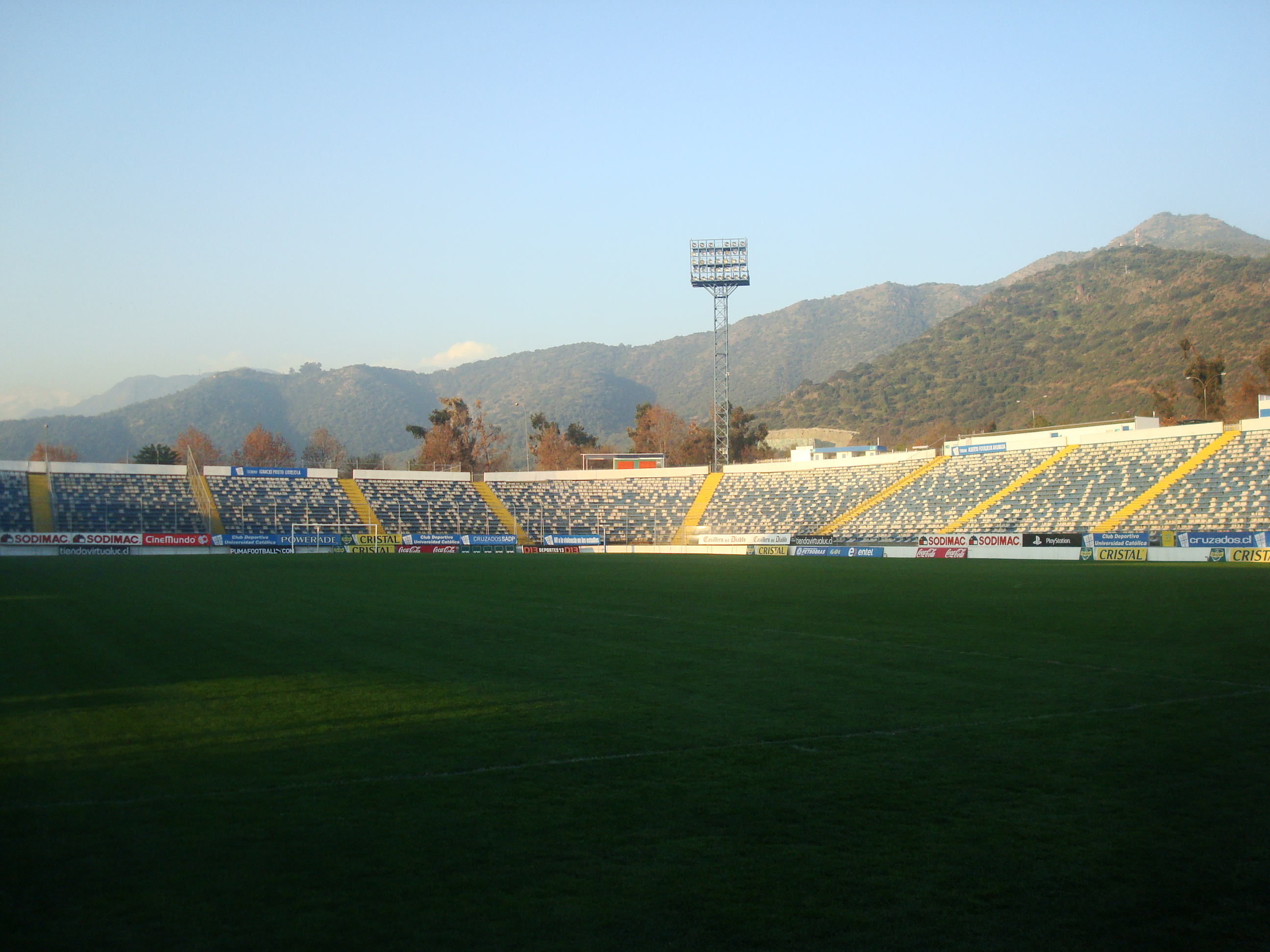
Estadio San Carlos de Apoquindo.

Locales en San Carlos o Locales en San Carlos de Apoquindo fue una campaña de los hinchas de Universidad Católica (equipo de fútbol de la Primera División de Chile) creada el 6 de septiembre de 2010. Su propósito consistió en la aspiración de devolverle a Universidad Católica el derecho de jugar como local en el Estadio San Carlos de Apoquindo ante sus rivales clásicos, Universidad de Chile y Colo-Colo. Este movimiento se impulsó en redes sociales como Twitter, además de manifestarse a través de lienzos y pancartas en el propio estadio. El principal obstáculo que impedía a Universidad Católica jugar en San Carlos de Apoquindo era un acuerdo entre dirigentes del club y el alcalde de la comuna de Las Condes (comuna del Gran Santiago donde se ubica el estadio). Sin embargo ya existía un precedente al respecto en 1987 cuando las autoridades del club llegaron a un convenio similar con la autoridad municipal de la época.
También se denominó de igual modo que la campaña, de una forma genérica, a los estudios de factibilidad sobre la materia y obras menores realizados por Cruzados SADP, empresa a cargo de la rama de fútbol del club, con el objetivo de que las autoridades aprobaran una localía cabal. El plan que desarrollaron junto a la Intendencia de Santiago como consecuencia de éstas gestiones llevó el mismo nombre. Adicionalmente, Locales en San Carlos ha actuado como grupo cohesionado en asuntos legales asociados a su objetivo.
Según registros de sus organizadores, entre 2010 y 2011 la campaña Locales en San Carlos reunió a 19 300 adherentes, en el transcurso de ese período se reunieron con directivos de Cruzados SADP para entregarles sus propuestas. El 16 de octubre de 2011, tras demostrarse la incidencia de la campaña en el proceso, Universidad Católica recibió a Colo-Colo en su estadio y ganó 4-0. Posteriormente, el 18 de diciembre del mismo año, Universidad Católica enfrentó a Universidad de Chile en su estadio y perdió 2-1, encuentro que significó la segunda visita de un rival clásico en San Carlos en la misma temporada.

## Antecedentes

### Peticiones
El 6 de septiembre de 2010, las demandas de los hinchas de Universidad Católica agrupados en la red social Twitter, entre ellos la barra Los Cruzados, fueron las siguientes:
- Negociar un acuerdo con la Municipalidad de Las Condes[21]
- Someter el estadio a la evaluación de Carabineros de Chile
- Realizar mejoras en el recinto

En su comunicado dieron a conocer un registro histórico de Universidad Católica en San Carlos de Apoquindo: 341 partidos jugados, 238 ganados, 61 empates y 42 derrotas.

### Rendimiento
Entre la inauguración del estadio en 1988 y 2011, año en que retornaron los clásicos a su reducto, Universidad Católica dio tres vueltas olímpicas en San Carlos correspondientes a la Copa Interamericana 1994 obtenida ante Saprissa de Costa Rica, al Torneo Apertura 2002, cuya final se disputó frente a Rangers, y al Campeonato Nacional 2010, donde obtuvo la décima estrella en torneos locales tras vencer a Everton, en la última fecha del torneo. Otro logro del equipo cruzado en su estadio durante ese lapso fue la Liguilla Pre-Libertadores 1996, luego de imponerse mediante definición a penales ante Cobreloa. Posee un rendimiento histórico de 75% jugando en su estadio, hecho destacado por los hinchas cruzados en su campaña. Otra estadística realizada en otorga al equipo un 70.39% de triunfos, con 252 victorias, 63 empates y 43 derrotas.
 En temporadas pasadas, hasta antes de que se iniciara la campaña "Locales en San Carlos", Universidad Católica jugó un partido amistoso contra Universidad de Chile y dos oficiales contra Colo-Colo en San Carlos de Apoquindo.
| Año  | Torneo                    | Visita               | Resultado |
| ---- | ------------------------- | -------------------- | --------- |
| 1991 | Copa Ladeco - El Mercurio | Universidad de Chile | 2-0       |
| 1997 | Primera División          | Colo-Colo            | 4-1       |
| 1998 | Primera División          | Colo-Colo            | 1-3       |

Posteriormente al partido contra Colo-Colo en 1998, integrantes de la Garra Blanca, barra visitante, provocaron daños a la propiedad de terceros, hecho detonante para que el recinto deportivo fuera puesto en entredicho por las autoridades municipales.
Cabe destacar que, además de la final de Copa Interamericana, Universidad Católica ha jugado en su estadio partidos de gran relevancia a nivel internacional como cuartos de final de Copa Libertadores 1993, 2011, y semifinal de Copa Sudamericana 2005.

### Requisitos

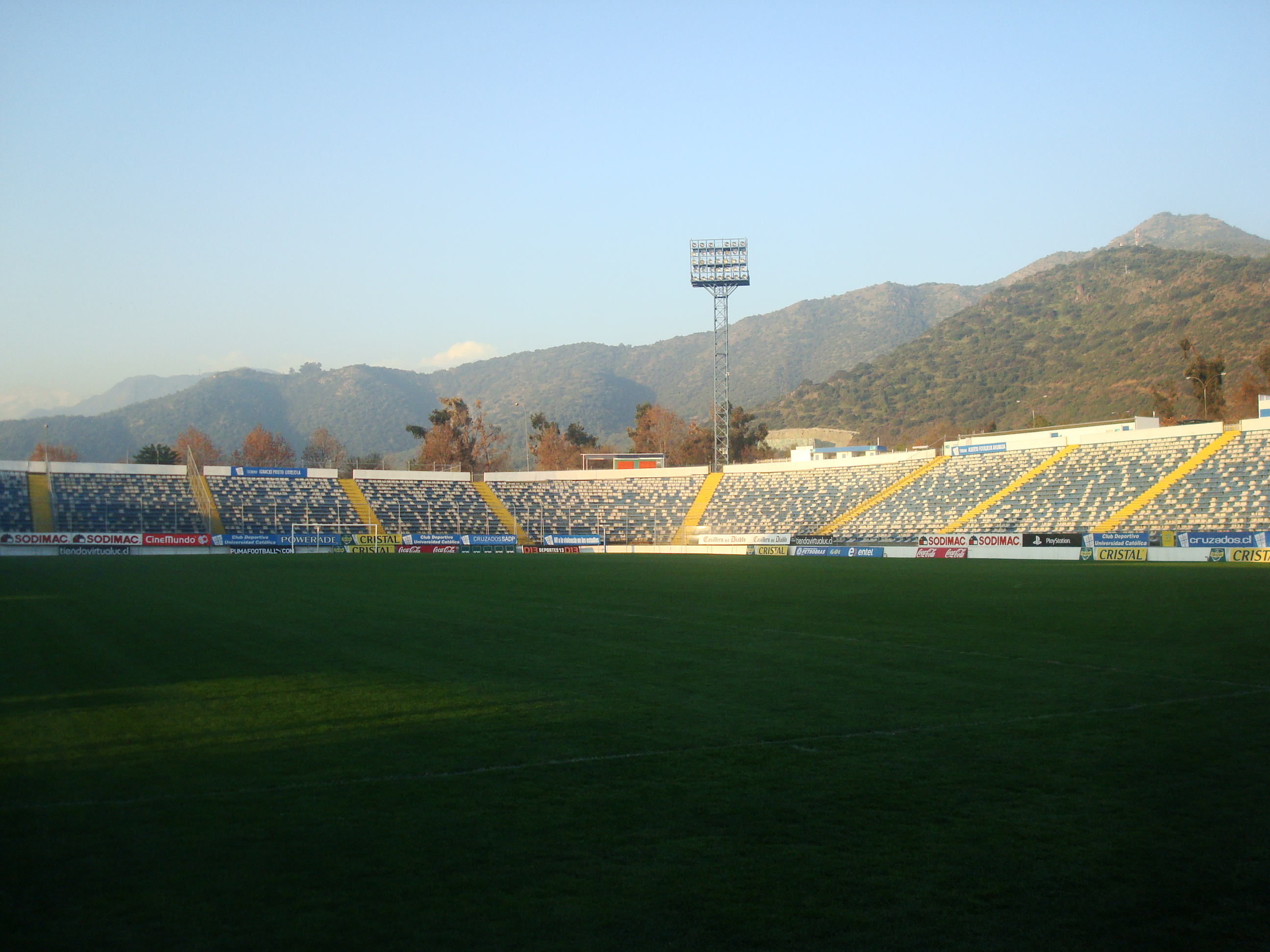
Estadio San Carlos de Apoquindo.

Un estudio de Carabineros de Chile en 2010 determinó que debían cumplirse ciertas condiciones elementales de seguridad para que el propósito de habilitar el estadio ante cualquier rival llegara a buen término:
- Pavimentar los estacionamientos
- Mejorar los asientos
- Mejorar vías de acceso
- Mover las boleterías del recinto 20 metros
- Cerco de seguridad[27]

Luego se sumaron otras exigencias de la Intendencia:
- Aislar un estanque de petróleo.[30]
- Cierre divisorio entre los espectadores y grupo electrógeno
- No almacenar elementos combustibles bajo las graderías.
- Programa de mantención para elementos y sistemas que impliquen riesgos
- Mantener vías de evacuación internas y perimetrales expedítas.[30]
- Eliminar piedras y objetos contundentes en espacios interiores y perimetrales.[30]

El 25 de septiembre de 2011, Cruzados SADP dio a conocer otras necesidades y especificaciones expresadas por el informe de la fuerza pública en 2010:
- Habilitar un área segregada para barra visitante en galería norte.
- Estabilizar rejas de contención y aumentar altura de las mismas en tribunas Alberto Fouillioux, Mario Lepe y Sergio Livingstone.
- Eliminar objetos contundentes en vía de acceso a la tribuna Alberto Fouillioux.

Además se enfatiza la importancia de las vías de acceso. Cruzados SADP informó de los siguientes avances al respecto:
- Refuerzo de las rejas en sus bsses y estructura.[30]
- Limpieza periódica en lugares donde se detectaron objetos contundentes.[30]
- Propuesta de habilitación de vías de acceso en Camino El Alba, República de Honduras y Camino Las Flores (calles adyacentes al recinto).[30]

El 30 de septiembre de 2011, Cecilia Pérez, intendenta de Santiago, inspeccionó el estadio y declaró que sólo faltaban las siguientes obras:
- Señalizar en las escaleras de galerías.[31]
- Subir una reja.[31]
- Cubrir los estacionamientos con maicillo.[31]

### Propuestas
Una alternativa que analizó Cruzados SADP fue conseguir un socio capitalista que financiara la remodelación del estadio. La estrategia comercial implicaba ceder la concesión del nombre del recinto deportivo por un plazo limitado. Tras la eventual remodelación, San Carlos de Apoquindo contaría con palcos, nuevo sector de prensa, y estándar FIFA. El costo total de la obra ascendería a 12 millones de dólares.
A fines de agosto de 2011, Jaime Estévez descartó otra idea que se barajaba: La construcción de un nuevo estadio. El argumento dado por el presidente de la concesionaria fue que el club debía aumentar la afluencia de público en los partidos como local antes de pensar en eso, sin embargo manifestó que continuarían los trabajos en San Carlos.
El 13 de septiembre de 2011, La Tercera informó que los administradores del club estudiaban la realización de un plebiscito vecinal para consultarle a los habitantes de Las Condes su opinión frente a la posibilidad de que se realizaran en la comuna los clásicos entre los cruzados y sus tradicionales adversarios.

### Conflictos

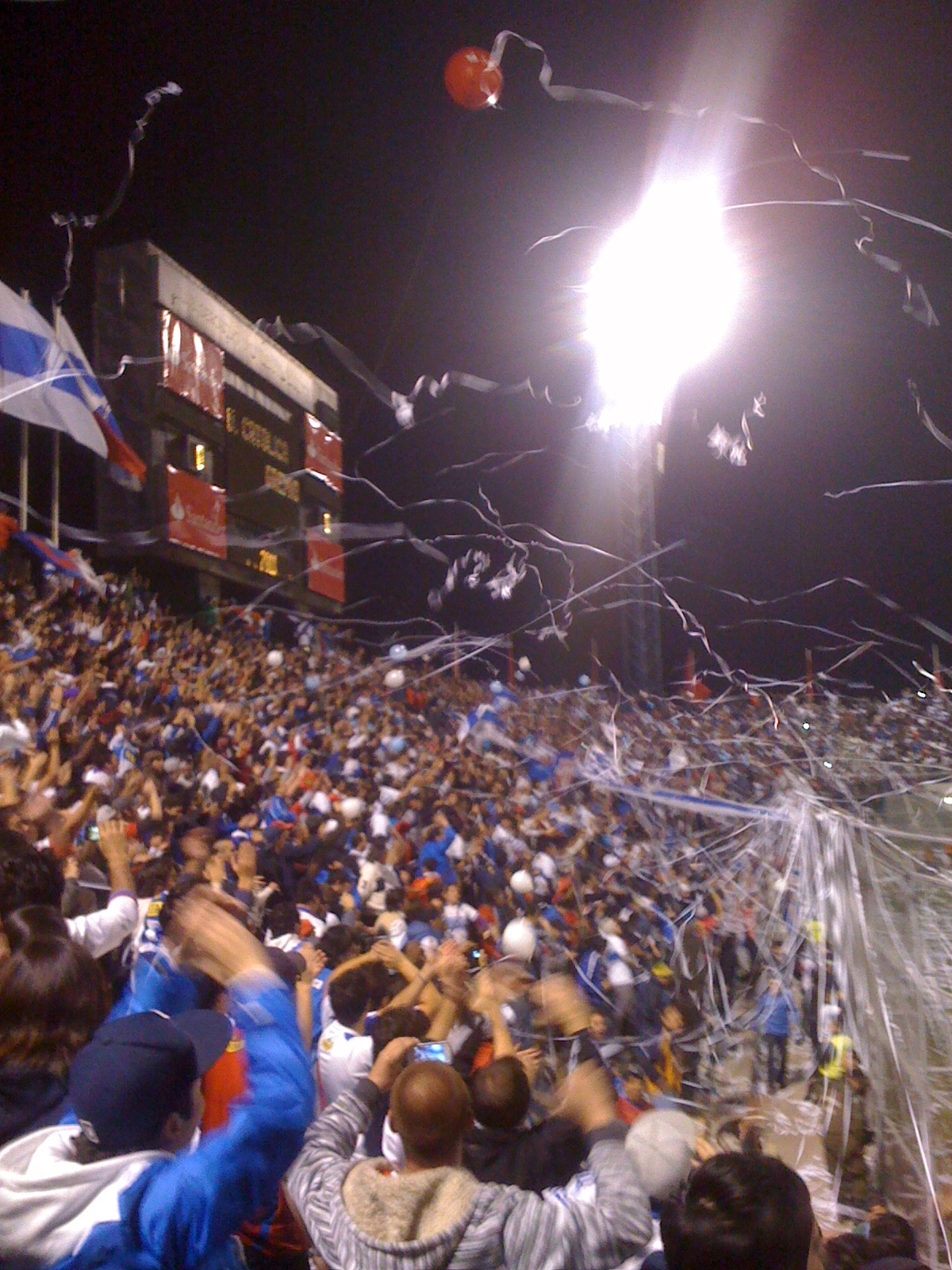
Vista de la galería en el duelo UC - Gremio en San Carlos de Apoquindo por Copa Libertadores 2011.

En 1987, la dirigencia de Universidad Católica, representada entre otros personeros por Cristián Lyon, presidente de la rama de fútbol, asumió un acuerdo de palabra con Margarita Moreno, alcaldesa de Las Condes en esa época. En ese convenio se estipuló que nunca se jugarían clásicos contra Universidad de Chile y Colo-Colo. A cambio de ceder la localía obtuvieron el permiso para reanudar las obras de construcción.
Un opositor permanente a la idea de que Universidad Católica recibiera a Universidad de Chile y Colo-Colo en su estadio fue Francisco de la Maza, alcalde de Las Condes entre 2000 y 2016. En febrero de 2010 la autoridad comunal aludió a un acuerdo posterior al de 1987, un documento firmado entre la alcaldía y autoridades del Club Deportivo Universidad Católica, institución dueña del recinto, que a juicio del edil excede las atribuciones de Cruzados SADP, empresa que arrienda el campo deportivo.

"No se jugará en San Carlos ni aunque lo autorice el Presidente de la República" (Francisco de la Maza).

El presidente de Cruzados SADP, Jaime Estévez, lamentó la postura tajante del alcalde. Por otra parte, Fernando Echeverría, autoridad máxima de la Intendencia de Santiago de Chile en ese momento, se mostró dispuesto a que Universidad Católica hiciera uso de su condición de local a cabalidad si el club cumplía con los requisitos mínimos impuestos por Carabineros de Chile. Según el fallo 36.040 de la Contraloría General de la República, de 2001, remitido a la Ley 19.327, la única autoridad competente para decidir si el recinto es apto o no para jugar es la Intendencia.
En septiembre de 2011 trascendió que la propia dirigencia de Cruzados SADP había desestimado jugar en San Carlos de Apoquindo ante Colo-Colo por el Torneo Clausura, encuentro programado para el 16 de octubre de ese año, pese a que contaba con la aprobación de la Intendencia y Carabineros, hecho que fue negado por la Asociación Nacional de Fútbol Profesional, organismo rector del fútbol chileno y encargado de programar los partidos de Primera División. El partido fue programado en el Estadio Nacional. Aunque la presentación de Justin Bieber en el mismo escenario deportivo estaba fijada para el día anterior, y el concierto de Eric Clapton coincidía plenamente en cuanto a fecha, el clásico fue ratificado en el Estadio Nacional y postergado hasta la semana siguiente. La sucesora en el cargo de Fernando Echeverría en la Intendencia de Santiago, Cecilia Pérez, aclaró que los dirigentes de Universidad Católica jamás habían pedido ejercer la localía en San Carlos. Tras las declaraciones de la Intendenta, los hinchas increparon tanto a Estévez como al presidente del club deportivo y vicepresidente de Cruzados SADP, Luis Felipe Gazitúa, en el partido disputado en Santiago entre Universidad Católica y Deportes Iquique correspondiente a Copa Sudamericana 2011. Al cabo de un año de iniciada la campaña, los hinchas agrupados en Locales en San Carlos no descartaron que la negativa de los dirigentes correspondiera a un conflicto de intereses por la venta de terrenos en el sector. El 20 de septiembre de 2011, Estévez declaró que las gestiones realizadas por Cruzados SADP con respecto a la condición de local ante otros clubes grandes del fútbol chileno se habían realizado cuando Echeverría aún era el titular de la Intendencia.

## Opinión de personalidades

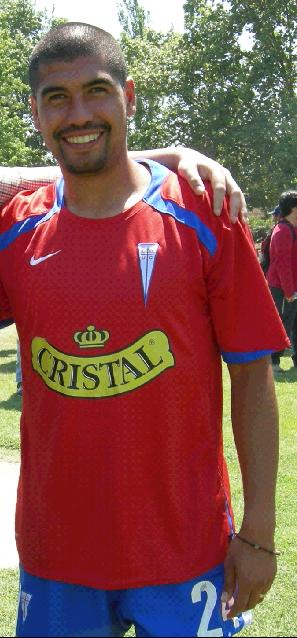
Jorge Ormeño

La lista de jugadores y otras personalidades que apoyaron el derecho del club de jugar en su estadio ante rivales clásicos estuvo integrada por Alberto Acosta (exjugador UC), Andrés Fazio (exdirector de Cruzados SADP), Cristopher Toselli (jugador UC), Fernando Meneses (jugador UC), Jaime Estévez (presidente de Cruzados SADP), Joaquín Lavín (exalcalde de Las Condes), Jorge Aravena (exjugador UC), Jorge Ormeño (exjugador UC), Jorge Pizarro (senador), Jorge Quinteros (exjugador UC), Jorge Sampaoli (exentrenador U. de Chile), Juan Carlos Villalta (periodista) Marco Antonio Figueroa (exentrenador UC), Milovan Mirosevic (exjugador UC), Ricardo Lunari (exjugador UC), Roberto Gutiérrez (exjugador UC) y Rodrigo Goldberg (exjugador UC y comentarista). Otras personalidades demostraron una postura neutral sobre el asunto: Juan Antonio Pizzi (exentrenador UC) y Miguel Ángel Neira (exjugador UC). Entre los opositores se contaron Francisco de la Maza (alcalde de Las Condes) y René Orozco (expresidente U. de Chile).

## Consecuencias de la campaña
El 13 de septiembre de 2011, a través de un comunicado, el directorio de la Fundación del Club Deportivo Universidad Católica, entidad encargada del CDUC con excepción del fútbol, expresó que compartía los propósitos de la campaña Locales en San Carlos, y que no se constituiría en una traba para las gestiones que emprendiera Cruzados SADP con respecto a la localía.
El 20 de septiembre, como consecuencia de la campaña Locales en San Carlos, el presidente de Cruzados SADP, Jaime Estévez, confirmó que la empresa se reuniría con la junta de vecinos C-25, agrupación correspondiente al sector de Las Condes donde fue construido el estadio. En una declaración pública firmada en ese mismo día por el mencionado Estévez y Gabriel Zeballos, presidente de la junta de vecinos, tanto Cruzados como la agrupación vecinal acordaron la creación de un protocolo de acuerdo, que finalmente será sometido a una consulta ciudadana. En ese comunicado destacaron la necesidad de una coexistencia cordial. Tras la realización del clásico en San Carlos de Apoquindo entre Universidad Católica y Colo-Colo el 16 de octubre, Zeballos declaró que Estévez no había cumplido el acuerdo entre la empresa y los vecinos. El 29 de noviembre de 2011, "Locales en San Carlos" actuó como grupo cohesionado para presentar un recurso de protección contra la Municipalidad de Las Condes y Francisco de la Maza.

### Plan Locales en San Carlos
El 23 de septiembre de 2011 la dirigencia de Cruzados SADP se reunió con la intendenta Cecilia Pérez y dieron inicio al plan "Locales en San Carlos", con el fin de que la autoridad evaluara los avances efectuados en el recinto. La autoridad de gobierno anunció que visitaría el estadio. El 5 de octubre, Cecilia Pérez sostuvo que si Universidad Católica cumplía con los requisitos mínimos de seguridad y solicitaba el permiso ella no impediría que se utilizara el estadio. Al día siguiente, Universidad Católica solicitó la autorización formalmente para recibir a Colo-Colo el 16 de octubre. Cuatro días antes de la fecha establecida para el encuentro, el 12 de octubre, la intendenta aprobó la localía de Universidad Católica y un aforo de 14 mil personas en el estadio.

## Primer clásico en 13 años
Después de que la Intendencia de Santiago aprobó el clásico entre Universidad Católica y Colo-Colo en San Carlos de Apoquindo, partido programado para el 16 de octubre de 2011, la directiva de Cruzados SADP comunicó que no venderían entradas a los hinchas del equipo visitante, y entregó 30 entradas de cortesía a Blanco y Negro SA, empresa que administra a Colo-Colo. El 13 de octubre, tres días antes del partido, el diputado Gustavo Hasbún (UDI) e integrantes de la Garra Blanca, barra del club visitante, presentaron dos recursos de protección ante la Corte de Apelaciones de Santiago por la limitación en la venta de entradas, iniciativas legales que fueron acogidas a revisión, pero rechazadas al día siguiente.
Finalmente, tras 13 años sin clásicos en San Carlos de Apoquindo, Universidad Católica derrotó 4-0 a Colo Colo, con dos goles de Milovan Mirosevic, uno de Felipe Gutiérrez y otro de Roberto Cereceda.
| 16 de octubre de 2011 | Universidad Católica                                         | 4:0 (4:0) | Colo-Colo | San Carlos de Apoquindo, Santiago                          |                                                            |
|                       | Mirosevic 15' · Mirosevic 33' · Gutiérrez 41' · Cereceda 44' |           |           | Asistencia: 11 306 espectadores Árbitro(s): Eduardo Gamboa | Asistencia: 11 306 espectadores Árbitro(s): Eduardo Gamboa |

El 26 de enero de 2012, cuatro meses después de que se disputó el encuentro, la Corte de Apelaciones de Santiago rechazó tres recursos de protección, también presentados por hinchas de Colo-Colo. En 2011 Universidad Católica jugó otro partido ante un rival tradicional en San Carlos de Apoquindo; el 18 de diciembre de ese año, enfrentó a Universidad de Chile en otra versión del Clásico Universitario. El equipo visitante ganó 2-1.

## Consultas ciudadanas
El 3 de diciembre de 2011, Cruzados SADP realizó una consulta entre los asistentes al encuentro de cuartos de final del Clausura 2011 entre Universidad Católica y Audax Italiano. De acuerdo a lo informado votaron 3273 espectadores mayores de 18 años. La opción "Sí", favorable a que la UC juegue partidos de alta convocatoria como local en su propio estadio, obtuvo 3175 votos (97,01%), 50 votos se inclinaron por la opción "No" (1,53%), además hubo 24 votos en blanco y 7 nulos. Adicionalmente, un 98% de las preferencias se mostró de acuerdo en asumir un compromiso de respeto con el barrio y los vecinos del sector. Al día siguiente, el 4 de diciembre, el colegio San Nicolás de Myra fue sede de otra consulta, esta vez organizada por la Municipalidad de Las Condes e impulsada por el alcalde Francisco de la Maza. En el universo de votantes no estaban considerados todos los ciudadanos de Las Condes, situación que generó críticas de Jaime Estévez, presidente de Cruzados SADP, quien adujo un trato discriminatorio en esa forma de proceder. Por el mismo motivo, hinchas de Universidad Católica, organizados en el grupo "Locales en San Carlos", presentaron el 29 de noviembre un recurso de protección contra La Municipalidad de Las Condes y su alcalde,
 que fue rechazado el 2 de diciembre por la Primera Sala de la Corte de Apelaciones, tras declararlo inadmisible. El resultado de la consulta municipal fue el siguiente: Del registro final de empadronados votó el 30%, en total 1680 personas, entre las cuales 1140 (67,86%) se inclinaron por la opción de que no se jugaran clásicos en la comuna, y 540 (32,14%) por la alternativa "Sí".